# Bour Tarr
Bour Tarr är en klan i Liberia. Den ligger i Jo River District i regionen River Cess County, i den centrala delen av landet, 150 km öster om huvudstaden Monrovia.